# نسليهان يلدان
نسليهان يلدان (بالتركية: Neslihan Yeldan)‏ (يُلفظ اسمها في اللغة التركية المعاصرة: نسليهان ويعني: سليلة الخان) (ولدت في 25 فبراير عام 1969 في مدينة إسطنبول)؛ ممثلة مسرحية وسينمائية وتلفزيونية، ومدبلجة تركية.

## عنها
بدأت نسليهان يلدان حياتها الفنية في عام 1987 في فرق الممثلين الوسطيين. وفي عام 1995 تخرجت نسليخان يلدان من قسم المسرح بالمعهد الموسيقي للدولة في جامعة إسطنبول. وعقب عمل نسليهان يلدان في الفرق المسرحية مثل ممثلي المدينة ومسرح دورمان إنضمت إلى ممثلي مركز الثقافة ببيشكتاش. ومثلت الفنانة نسليهان يلدان في العديد من الأفلام التلفزيونية والسينمائية المختلفة. وفي الوقت نفسه كانت تقوم نسليهان يلدان بدبلجة بعض الأعمال.

## أعمالها

### السينما والتلفزيون
- أنت اطرق بابي (مسلسل) _ عام 2020
- عروس إسطنبول (مسلسل) _ عام 2017
- أصدقاء جيدون (مسلسل) _ عام 2016

- موسم الكرز (مسلسل) – عام 2014
- الشمال والجنوب (مسلسل) – عام 2012
- ونشات شجر الحور (مسلسل) أم مينا – عام 2010
- بيت الكوابيس: لمسهم – عام 2006
- الأميرة الزائفة – عام 2006
- مسرح المعجزات – عام 2006
- شؤون التنظيم – عام 2005
- كل شئ على حق – عام 2004
- الطيور الإناث – عام 2004
- الصحراء – عام 2004
- لا يهدم الفتحات – عام 2003
- خرج أبي من القبعة – عام 2003
- ضبط الحادثة – عام 2002
- توهج الشمس – عام 2000
- النرد المكسور – عام 2000
- المربية تيلي – عام 1998
- دبلوم الاختلال – عام 1998
- مسرح المعجزات – عام 1997
- المعتوه الجذاب – عام 1996
- منزل الصيف – عام 1993

### المسرح
- العالم دون جدوى: إمري كيناي – مسرح دورو – عام 2013
- باتشي: بوراك أكيوز – مسرح إسطنبول العام – عام 2011
- المعتوه الرائع: جون فاتريك
- يكون شيوخاً لي: يلماز إردوغان – المحكمة الجنائية الدولية – عام 2001
- هل سبق لك بأن رأيت اليراع ؟: يلماز إردوغان – المحكمة الجنائية الدولية – عام 1998
- أوتوجارجارا: يلماز إردوغان – المحكمة الجنائية الدولية – عام 1997
- التشابك: جورج فيديو – مسرح دورمان – عام 1996
- السلطان المخلص: فرحان شنسوي – الممثليين الوسطيين – عام 1990
- أبيع إسطنبول: فرحان شنسوي – الممثليين الوسطيين – عام 1988

## وصلات خارجية
- نسليهان يلدان على موقع IMDb (الإنجليزية)
- نسليهان يلدان على موقع قاعدة بيانات الفيلم (الإنجليزية)